# Den D (pořad)
Den D je televizní pořad, ve kterém soutěžící mohou přesvědčit některého z přítomné skupiny hodnotících investorů pro podporu svého nápadu.
Pořad je v licenci dle britského Dragon's Den (tj. dračí doupě).
Vysílal se v letech 2009–2012 na ČT ve 4 sériích.
Měla by na něj navázat Jáma lvová na TV NOVA.